# Soyhières
Soyhières är en ort och kommun i distriktet Delémont i kantonen Jura, Schweiz. Kommunen har 431 invånare (2023).